# San-José-Halbmarathon
Der San-José-Halbmarathon (offizielle Bezeichnung Rock ’n’ Roll San Jose Half Marathon) ist ein Halbmarathon, der seit 2006 in der kalifornischen Stadt San José stattfindet. Veranstalter ist die Competitor Group.
Der Start ist an der Kreuzung zwischen der West Santa Clara Street und dem Almacen Boulevard. Das erste Drittel führt auf einer nordöstlich gelegenen Schleife am Rathaus und der San José State University vorbei. Danach geht es auf eine westliche Runde, welche den HP Pavilion und den städtischen Rosengarten passiert. Das Ziel befindet sich unweit vom Start auf der Plaza de Cesar Chavez. Insgesamt sind nur 15 Höhenmeter zu bewältigen.
Wie bei den anderen Läufen der Rock-’n’-Roll-Serie wird die Veranstaltung durch ein Konzert abgeschlossen.

## Statistik

### Streckenrekorde
- Männer: 1:00:22 h, Duncan Kibet Kirong (KEN), 2006
- Frauen: 1:09:17 h, Silwija Skworzowa (RUS), 2006

### Siegerliste
| Datum         | Männer              | Nation             | Zeit    | Frauen                       | Nation             | Zeit    |
| ------------- | ------------------- | ------------------ | ------- | ---------------------------- | ------------------ | ------- |
| 5. Okt. 2025  |                     |                    |         |                              |                    |         |
| 6. Okt. 2024  | Andrew Kaye         | Vereinigte Staaten | 1:04:37 | Lindsey Bradley              | Vereinigte Staaten | 1:13:22 |
| 30. Sep. 2023 | CJ Albertson        | Vereinigte Staaten | 1:03:02 | Kellyn Taylor                | Vereinigte Staaten | 1:11:40 |
| 9. Okt. 2022  | Justin Kent         | Kanada             | 1:02:48 | Jennifer Bergman             | Vereinigte Staaten | 1:12:50 |
| 2021          | Matthew Baxter -2-  | Vereinigte Staaten | 1:02:38 | Laura Thweatt                | Vereinigte Staaten | 1:10:25 |
| 2019          | Matthew Baxter      | Vereinigte Staaten | 1:02:57 | Georgia Porter               | Vereinigte Staaten | 1:16:01 |
| 7. Okt. 2018  | Sid Vaughn          | Vereinigte Staaten | 1:03:35 | Meagan Krifchin              | Vereinigte Staaten | 1:12:48 |
| 7. Okt. 2017  | George Byron Alex   | Vereinigte Staaten | 1:03:39 | Sasha Gollish                | Kanada             | 1:12:55 |
| 1. Okt. 2016  | Shadrack Biwott     | Vereinigte Staaten | 1:01:55 | Sally Jepkosgei Kipyego      | Kenia              | 1:09:53 |
| 27. Sep. 2015 | Jordan Chipangama   | Sambia             | 1:03:00 | Aliphine Chepkerker Tuliamuk | Kenia              | 1:11:26 |
| 5. Okt. 2014  | Aaron Braun         | Vereinigte Staaten | 1:02:56 | Kellyn Johnson               | Vereinigte Staaten | 1:12:31 |
| 6. Okt. 2013  | Ryan Vail           | Vereinigte Staaten | 1:02:46 | Natasha Wodak                | Kanada             | 1:14:39 |
| 7. Okt. 2012  | Simon Bairu         | Kanada             | 1:03:28 | Clara Horowitz Peterson      | Vereinigte Staaten | 1:12:52 |
| 2. Okt. 2011  | Meb Keflezighi -3-  | Vereinigte Staaten | 1:02:17 | Deena Kastor                 | Vereinigte Staaten | 1:12:23 |
| 3. Okt. 2010  | Meb Keflezighi -2-  | Vereinigte Staaten | 1:01:45 | Blake Russell                | Vereinigte Staaten | 1:11:55 |
| 4. Okt. 2009  | Meb Keflezighi      | Vereinigte Staaten | 1:01:00 | Belaynesh Zemedkun           | Äthiopien          | 1:11:24 |
| 5. Okt. 2008  | Gilbert Okari       | Kenia              | 1:01:46 | Yuri Kanō                    | Japan              | 1:10:03 |
| 14. Okt. 2007 | MacDonald Ondara    | Kenia              | 1:01:11 | Magdalene Makunzi            | Kenia              | 1:09:58 |
| 8. Okt. 2006  | Duncan Kibet Kirong | Kenia              | 1:00:22 | Silwija Skworzowa            | Russland           | 1:09:17 |

### Entwicklung der Finisherzahlen
| Jahr | Gesamt | davon Frauen |
| ---- | ------ | ------------ |
| 2015 | 8289   | 4027         |
| 2014 | 8364   | 4234         |
| 2013 | 10.275 | 5340         |
| 2012 | 9835   | 5301         |
| 2011 | 9854   | 5422         |
| 2010 | 10.412 | 5844         |
| 2009 | 8386   | 4358         |
| 2008 | 7460   | 3675         |
| 2007 | 8796   | 4802         |
| 2006 | 8333   | 4829         |